# Europawahl in Portugal 2014
- BE: 1
- CDU: 3
- PS: 8
- PSD: 6
- MPT: 2
- PP: 1

Die Europawahl in Portugal 2014 fand am 25. Mai 2014 statt. Sie wurde im Rahmen der EU-weit stattfindenden Europawahl 2014 durchgeführt, wobei in Portugal 21 der 751 Sitze im Europäischen Parlament vergeben wurden. Im Vergleich zur vorherigen Legislaturperiode verlor Portugal einen Sitz aufgrund des Vertrags von Lissabon.

## Wahlrecht
Die Wahl erfolgte nach dem Verhältniswahlrecht, wobei ganz Portugal als einheitlicher Wahlkreis gilt. Die Verteilung erfolgt nach dem D’Hondt-Verfahren. Es gibt keine explizite Sperrklausel. Durch das Sitzzuteilungsverfahren ergibt sich jedoch eine implizite Hürde von gut 4,5 % der Stimmen, die eine Partei erreichen muss, um einen Sitz zugeteilt zu bekommen.
Wahlberechtigt waren alle Bürger mit portugiesischer Staatsbürgerschaft über 18 Jahre, die sich bei ihrer lokalen Behörde ins Wahlverzeichnis eingetragen hatten. Des Weiteren waren auch die im Ausland lebenden Portugiesen wahlberechtigt, sie konnten ihre Stimme in einem der 71 Konsulate abgeben. Wahlberechtigt waren ebenso alle Bürger der Europäischen Union, die in Portugal leben und sich ebenfalls ins Wahlverzeichnis haben eintragen lassen.

## Parteien
Das Tribunal Constitucional (Verfassungsgericht), das für die Wahlzulassung in Portugal zuständig ist, hat insgesamt 14 Parteien und zwei Listenverbindungen zur Europawahl zugelassen. Nicht zugelassen wurde Movimento 51 – Associação M51, da die Vereinigung keine Nachweise über die Parteistruktur vorgelegt hat.
| Partei/Wahlbündnis                                          | Spitzenkandidat           | bisherige Sitze | Europapartei                                    |
| ----------------------------------------------------------- | ------------------------- | --------------- | ----------------------------------------------- |
| Aliança Portugal (PSD/CDS-PP)                               | Paulo Rangel              | 10              | Europäische Volkspartei                         |
| Partido Socialista (PS)                                     | Francisco Assis           | 7               | Sozialdemokratische Partei Europas              |
| Bloco de Esquerda (BE)                                      | Marisa Matias             | 2               | Europäische Linke                               |
| Coligação Democrática Unitária (CDU)                        | João Ferreira             | 2               | 1                                               |
| LIVRE                                                       | Rui Tavares               | 1 2             | Fraktion der Grünen / Freie Europäische Allianz |
| Partido da Terra (MPT)                                      | António Marinho e Pinto   | –               | –                                               |
| Partido Comunista dos Trabalhadores Portugueses (PCTP-MRPP) | Leopoldo Mesquita         | –               | –                                               |
| Partido Nacional Renovador (PNR)                            | Humberto Nuno de Oliveira | –               | Allianz der Europäischen nationalen Bewegungen  |
| Partido Popular Monárquico (PPM)                            | Nuno Correia da Silva     | –               | –                                               |
| Movimento Alternativa Socialista (MAS)                      | Gil Garcia                | –               | –                                               |
| Partido da Nova Democracia                                  | Eduardo Welsh             | –               | Europeans United for Democracy                  |
| Partido Democrático do Atlântico (PDA)                      | Paulo Casaca              | –               | –                                               |
| Partido pelos Animais e pela Natureza (PAN)                 | Orlando Figueiredo        | –               | Euro Animal 7                                   |
| Partido Operário de Unidade Socialista (POUS)               | Carmelinda Peirera        | –               | –                                               |
| Partido Trabalhista Português (PTP)                         | José Manuel Coelho        | –               | –                                               |
| Portugal pro Vida (PPV)                                     | Acácio Valente            | –               | –                                               |

## Umfragen
| Datum      | Institut     | Aliança | SP   | BE   | CDU  | Andere/Unentschieden |
| ---------- | ------------ | ------- | ---- | ---- | ---- | -------------------- |
| 29. März   | Pitagórica   | 33,4    | 37,3 | 6,4  | 09,8 | 13,1                 |
| 19. März   | Eurosondagem | 32,1    | 36,9 | 6,6  | 11,9 | 12,5                 |
| 13. März   | Aximage      | 37,4    | 39,9 | 6,6  | 08,2 | 07,9                 |
| 1. März    | Pitagórica   | 35,4    | 32,2 | 7,3  | 11,5 | 13,6                 |
| 24. Januar | Pitagórica   | 34,2    | 30,4 | 9,0  | 10,8 | 15,6                 |
| 10. Januar | Aximage      | 37,1    | 35,5 | 6,9  | 09,2 | 11,3                 |
| Wahl 2009  | 40,11        | 26,5    | 10,7 | 10,6 | 12,1 |                      |

1 Summe von PSD und CDS-PP.

## Wahlergebnisse

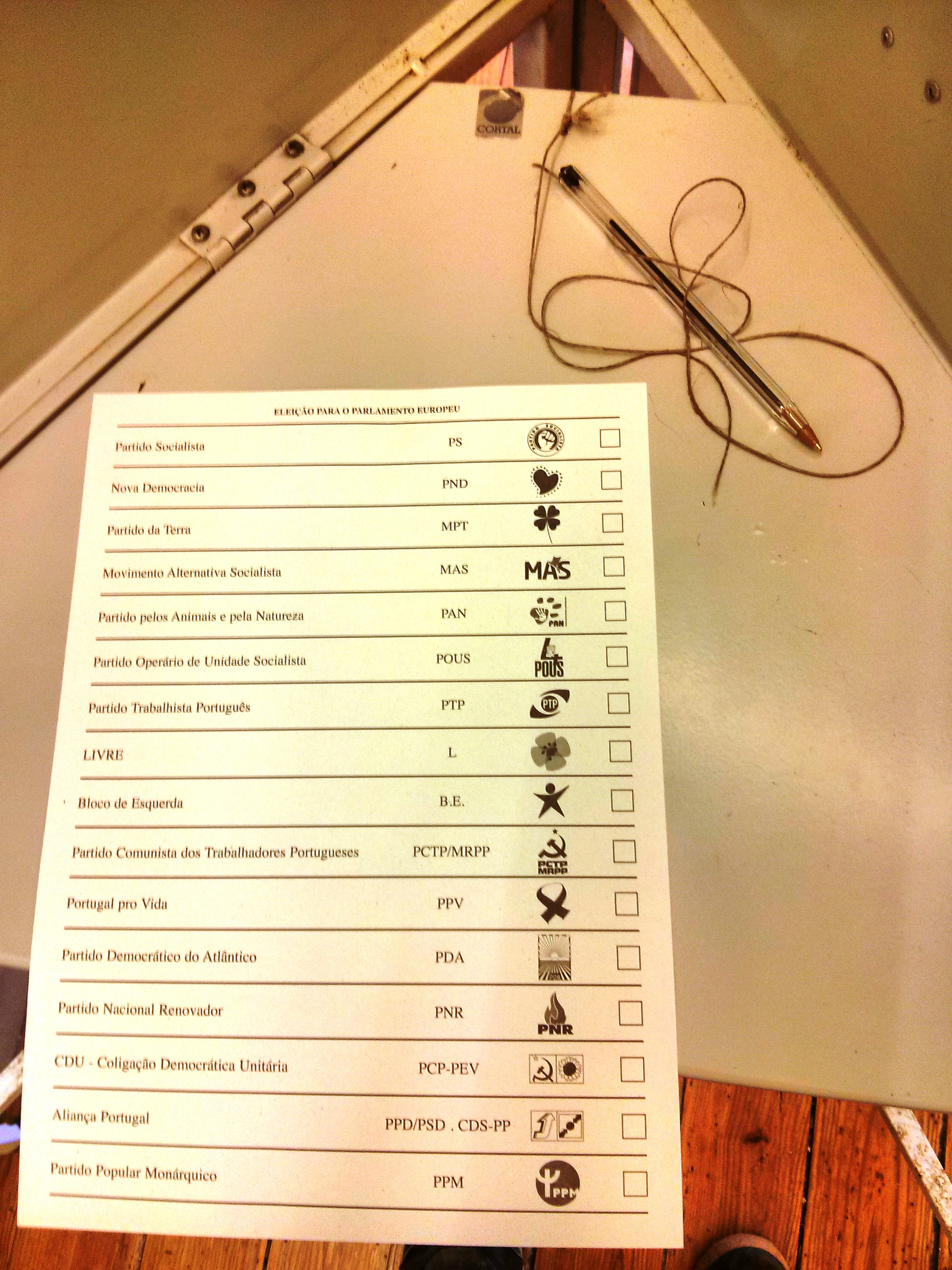
Wahlzettel in der Wahlkabine

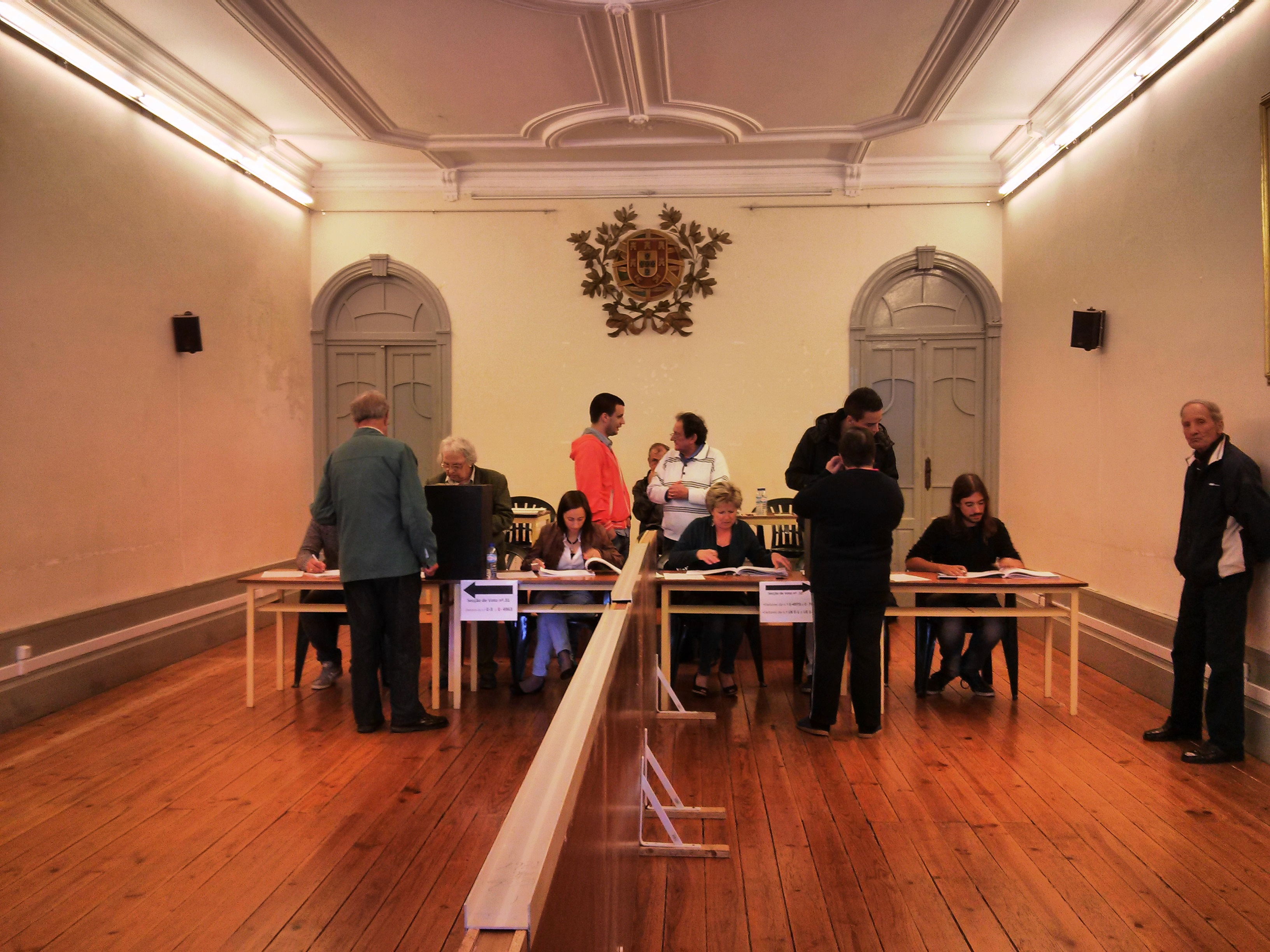
Wahllokal im Rathaus von São Nicolau, Porto

Die Ergebnissen basieren auf den Angaben der Wahlkommission bestehend aus CNE, DGAI und DGIE bei einem Auszählungsstand von 100 Prozent (Endergebnis).
|                   | 2014      | 2014   | 2009      | 2009   | Differenz 2014−2009 | Differenz 2014−2009 |
| Anzahl            | %         | Anzahl | %         | Anzahl | %                   |                     |
| ----------------- | --------- | ------ | --------- | ------ | ------------------- | ------------------- |
| Wahlberechtigte   | 9.702.657 | 100,0  | 9.704.559 | 100,0  | −1.902              |                     |
| Wahlbeteiligung   | 3.283.610 | 33,89  | 3.568.943 | 36,8   | −285.333            |                     |
| Leere Stimmen     | 144.951   | 4,41   | 165.830   | 4,6    | −20.879             |                     |
| Ungültige Stimmen | 100.506   | 3,06   | 69.918    | 2,0    | +30.588             |                     |
| Gültige Stimmen   | 3.038.153 | 92,53  | 3.333.195 | 93,4   | −295.042            |                     |

| Liste             | EP-Fraktion | Stimmen 2014 | Stimmen 2014 | Sitze 2014 | Stimmen 2009 | Stimmen 2009 | Sitze 2009 | Differenz 2014−2009 | Differenz 2014−2009 | Differenz 2014−2009 |
| Liste             | EP-Fraktion | Anzahl       | %            | Sitze 2014 | Anzahl       | %            | Sitze 2009 | Stimmen             | %                   | Sitze               |
| ----------------- | ----------- | ------------ | ------------ | ---------- | ------------ | ------------ | ---------- | ------------------- | ------------------- | ------------------- |
| PS                | S&D         | 1.034.249    | 31,49        | 8          | 946.818      | 26,5         | 7          | +87.431             | +4,99               | +1                  |
| Aliança Portugal1 | EVP         | 910.647      | 27,73        | 7          | (1.430.167)  | (40,1)       | (10)       | −519.520            | −12,37              | −3                  |
| 2009: PSD         | EVP         | —            | —            | —          | 1.131.744    | 31,7         | 8          | —                   | —                   | —                   |
| 2009: CDS-PP      | EVP         | —            | —            | —          | 298.423      | 8,4          | 2          | —                   | —                   | —                   |
| CDU               | GUE-NGL     | 416.925      | 12,69        | 3          | 379.787      | 10,6         | 2          | +37.138             | +2,09               | +1                  |
| MPT               | ALDE        | 234.788      | 7,15         | 2          | 24.062       | 0,7          | 0          | +210.726            | +6,45               | +2                  |
| BE                | GUE-NGL     | 149.764      | 4,56         | 1          | 382.667      | 10,7         | 3          | −232.903            | −6,14               | -2                  |
| L                 | Grüne/EFA   | 71.495       | 2,18         | —          | —.           | —            | 12         | —                   | —                   | –12                 |
| PAN               |             | 56.431       | 1,72         | —          | —.           | —            | —          | —                   | —                   | —                   |
| PCTP/MRPP         |             | 54.708       | 1,67         | —          | 42.940       | 1,2          | —          | +11.768             | +0,47               | —                   |
| PND               |             | 23.082       | 0,70         | —          | —.           | —            | —          | —                   | —                   | —                   |
| PTP               |             | 22.542       | 0,69         | —          | —.           | —            | —          | —                   | —                   | —                   |
| PPM               |             | 17.785       | 0,54         | —          | 14.414       | 0,4          | —          | +3.371              | +0,14               | —                   |
| PNR               |             | 14.487       | 0,45         | —          | 13.214       | 0,4          | —          | +1.273              | +0,05               | —                   |
| MAS               |             | 12.497       | 0,38         | —          | —            | —            | —          | —                   | —                   | —                   |
| PPV               |             | 12.008       | 0,37         | —          | —            | —            | —          | —                   | —                   | —                   |
| PDA               |             | 5.928        | 0,16         | —          | —            | —            | —          | —                   | —                   | —                   |
| POUS              |             | 3.666        | 0,11         | —          | 5.177        | 0,2          | —          | −1.511              | −0,09               | –                   |

1 2009 traten PSD und CDS-PP einzeln an

2 Durch den Übertritt von Rui Tavares erhielt die Partei Livre einen Sitz. 2009 war die Partei nicht existent.

## Gewählte Abgeordnete

### PS
- Francisco José Pereira de Assis Miranda
- Maria João Fernandes Rodrigues
- José Carlos das Dores Zorrinho
- Elisa Maria da Costa Guimarães Ferreira
- Ricardo da Piedade Abreu Serrão Santos
- Ana Maria Rosa Martins Gomes
- Manuel Pedro Cunha da Silva Pereira
- Liliana Maria Gonçalves Rodrigues de Góis

### Aliança Portugal
Vom Wahlbündnis Aliança Portugal sind sechs Abgeordnete für die PSD und einer für das CDS-PP gewählt worden.
- Paulo Artur dos Santos Castro de Campos Rangel
- Fernando de Carvalho Ruas
- Sofia Heleno Santos Roque Ribeiro
- João Nuno Lacerda Teixeira de Melo (für das CDS-PP)
- Carlos Miguel Maximiano de Almeida Coelho
- Cláudia Sofia Gomes Monteiro de Aguiar
- José Manuel Ferreira Fernandes

### CDU
Vom Wahlbündnis CDU sind alle gewählten Abgeordnete Mitglieder der PCP.
- João Manuel Peixoto Ferreira
- Inês Cristina Quintas Zuber
- Miguel Lopes Batista Viegas

### MPT
- António de Sousa Marinho e Pinto (Inzwischen aus der MPT ausgetreten[4])
- José Inácio da Silva Ramos Antunes de Faria

### BE
- Marisa Isabel dos Santos Matias